# ميري محبوب
ميري محبوب (بالهندية: मेरे महबूब) (بالإنجليزية: Mere Mehboob) (بالعربية: محبوبي) هو فيلم هندي عام 1963 من إخراج هارنام سينغ راويل وبطولة أشوك كومار، راجيندرا كومار، سادهانا، نيمي، بران، جوني والكر وأميتا.

## حبكة
أثناء دراسته في جامعة عليكرة الإسلامية، يقع أنور حسين أنور في حب امرأة محجبة ولا يتمكن من إخراجها من ذهنه. في طريقهم إلى لكناو، التقوا بنواب بولاند أختر تشانجيزي، ثم التقوا به بعد بضعة أيام حتى يتمكن من استخدام نفوذه لتأمين وظيفة محرر لأنور في إحدى المجلات. ثم يطلب نواب من أنور أن يعلم أخته حسنة بعض الشعر، فيوافق، ويكتشف في النهاية أنها هي نفس المرأة المحجبة. يقع كل منهما في حب الآخر ويوافق النواب على هذا التحالف، على الرغم من أن أنور يعيش حياة فقيرة. يتم إجراء حفل الخطوبة الرسمي ويتم اتخاذ الترتيبات اللازمة لإقامة حفل الزفاف قريبًا. لا يدرك نواب المثقل بالديون أنه سيجد أنور قريبًا بصحبة مومس متواضعة تدعى نجمة؛ وسيتم الضغط عليه لحمل حسنة على الزواج من موني راجا الثري - الذي يستعد لبيع قصره وممتلكاته بالمزاد العلني. لكن في النهاية تزوجت حسنة من أنور حسين واستعاد نواب ممتلكاته مع جميع ممتلكاته.

## الممثلين والشخصيات
| شخصية                                 | تم تصويره بواسطة | تم تصويره بواسطة |
| ------------------------------------- | ---------------- | ---------------- |
| أنور حسين أنور                        | راجيندرا كومار   |                  |
| حسنة بانو                             | سادانا           |                  |
| نجمة (أخت أنور)                       | نيمي             |                  |
| نواب بولند أختار (شقيق حسنى)          | اشوك كومار       |                  |
| مون رجا (ابن عم بولاند أختر)          | بران             |                  |
| بندادين راستوجي (صديق أنور)           | جوني والكر       |                  |
| نسيم آرا (بولاند أختار وابن عم حسناء) | أميتا            |                  |
| عمة نسيم لأبيه                        | ممتاز بيجوم      |                  |
| اهتمام الحب لبيندادين                 | مليكة            |                  |

## موسيقى
تم تأليف الموسيقى التصويرية للفيلم بواسطة نوشاد  وكلمات شاكيل بدايوني. تتكون الموسيقى التصويرية من 9 أغاني، تتميز بغناء محمد رفيع ولاتا مانغيشكار وآشا بهوسل. أصبحت أغنية "ميري محبوب توهي ميري محبت كي قسم"، "فير موهي نرجاسي أنخون كا صحارى دايدي" تحظى بشعبية كبيرة عند إصدارها.

### قائمة الأغاني
| #  | عنوان                                                 | المدة |
| -- | ----------------------------------------------------- | ----- |
| 1. | "Mere Mehboob Tujhe, Meri Mohabbat Ki Qasam"          | 8:12  |
| 2. | "Tere Pyar Mein Dildar, Jo Hai Mera Haal-e-Zaar"      | 3:03  |
| 3. | "Ae - Husn Zara Jaag Tujhe Ishq Jagaaye"              | 3:31  |
| 4. | "Mere Mehboob Mein Kya Nahin"                         | 4:11  |
| 5. | "Tumse Izhar - E -Haal Kar Baithe"                    | 3:28  |
| 6. | "Janeman Ek Nazar Dekh Le"                            | 3:37  |
| 7. | "Yaad Mein Teri Jaag Jaag Hum"                        | 4:27  |
| 8. | "Allah Bachaye Naujawano Se"                          | 4:27  |
| 9. | "Mere Mehboob Tujhe, Meri Mohabbat Ki Qasam (Female)" | 4:45  |

## روابط خارجية
- ميري محبوب على موقع IMDb (الإنجليزية)
- ميري محبوب على موقع قاعدة بيانات الفيلم (الإنجليزية)
- ميري محبوب على موقع ليتربوكسد (الإنجليزية)
- ميري محبوب على موقع كينوبويسك (الروسية)